# Blaine County (Nebraska)
Das Blaine County ist ein County im US-Bundesstaat Nebraska. Der Verwaltungssitz (County Seat) ist Brewster, das nach George W. Brewster, dem Gründer der Stadt, benannt wurde.

## Geographie
Das County liegt etwas nördlich des geografischen Zentrums von Nebraska und hat eine Fläche von 1850 Quadratkilometern, wovon 9 Quadratkilometer Wasserfläche sind. Es grenzt an folgende Countys:
| Cherry County | Brown County  |             |
| Thomas County |               | Loup County |
| Logan County  | Custer County |             |

## Geschichte

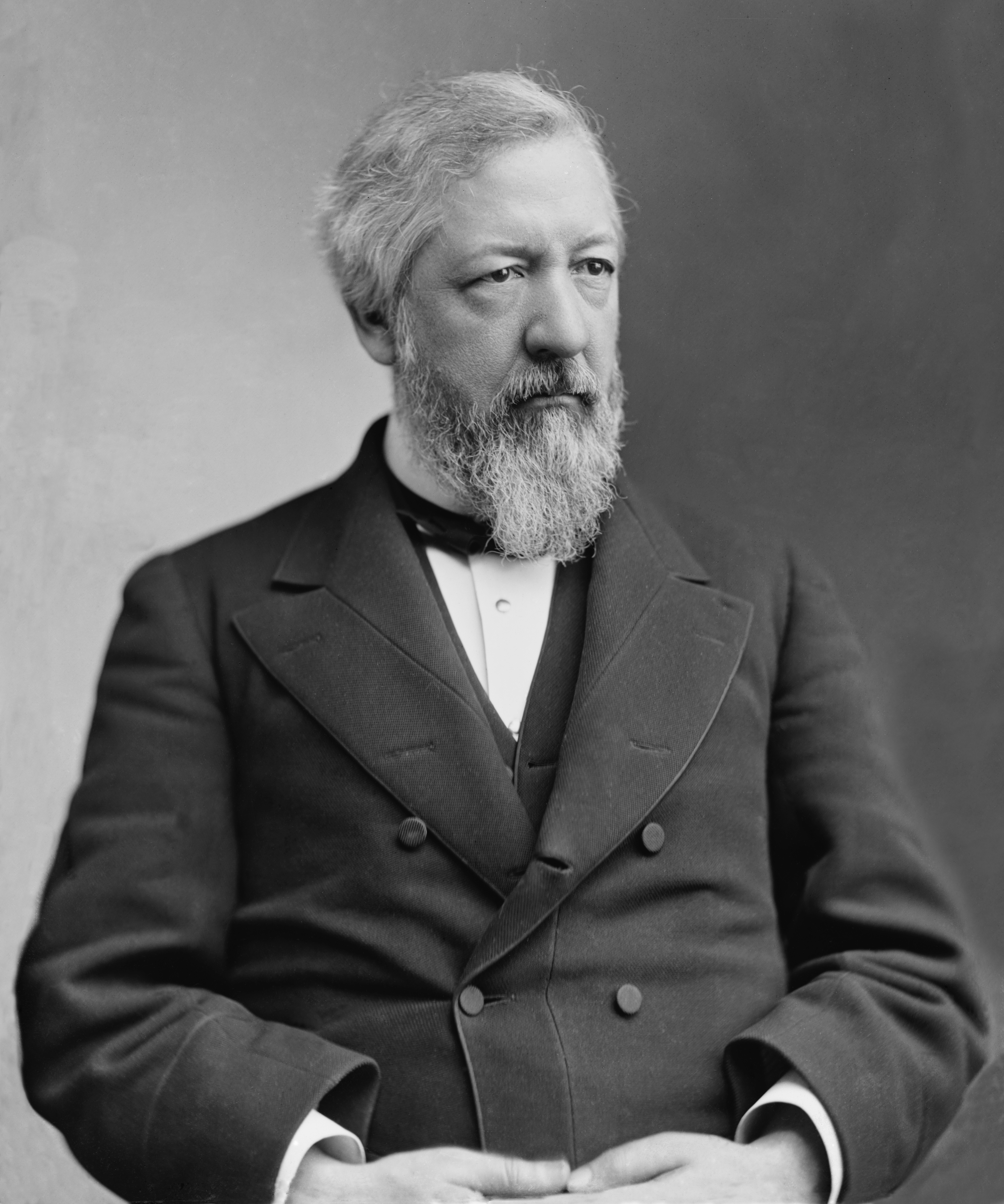
J. G. Blaine

Das Blaine County wurde 1885 aus als frei bezeichneten – in Wirklichkeit aber von Indianern besiedelten – Territorium gebildet. Benannt wurde es nach James G. Blaine (1830–1893), einem US-Senator (1876–1881), US-Außenminister (1881, 1889–1892) und als Mitglied der Demokratisch-Republikanischen Partei US-Präsidentschaftskandidat im Jahr 1884.

## Demografische Daten

Alterspyramide des Blaine Countys (Stand: 2000)

Nach der Volkszählung im Jahr 2000 lebten im Blaine County 583 Menschen in 238 Haushalten und 168 Familien. Die Bevölkerungsdichte betrug 0,3 Einwohner pro Quadratkilometer. Ethnisch betrachtet setzte sich die Bevölkerung zusammen aus 99,0 Prozent Weißen und 0,5 Prozent amerikanischen Ureinwohnern; 0,5 Prozent stammten von zwei oder mehr Ethnien ab. 0,2 Prozent der Bevölkerung waren spanischer oder lateinamerikanischer Abstammung, die verschiedenen der genannten Gruppen angehörten.
Von den 238 Haushalten hatten 30,3 Prozent Kinder und Jugendliche unter 18 Jahre, die bei ihnen lebten. 66,0 Prozent waren verheiratete, zusammenlebende Paare, 2,5 Prozent waren allein erziehende Mütter, 29,0 Prozent waren keine Familien, 26,9 Prozent waren Singlehaushalte und in 13,9 Prozent lebten Menschen im Alter von 65 Jahren oder darüber. Die Durchschnittshaushaltsgröße lag bei 2,45 und die durchschnittliche Familiengröße bei 2,98 Personen.
Auf das gesamte County bezogen setzte sich die Bevölkerung zusammen aus 26,2 Prozent Einwohnern unter 18 Jahren, 3,9 Prozent zwischen 18 und 24 Jahren, 26,6 Prozent zwischen 25 und 44 Jahren, 26,4 Prozent zwischen 45 und 64 Jahren und 16,8 Prozent waren 65 Jahre alt oder darüber. Das Durchschnittsalter betrug 40 Jahre. Auf 100 weibliche kamen statistisch 101,7 männliche Personen. Auf 100 Frauen im Alter von 18 Jahren oder darüber kamen statistisch 100,9 Männer.

Das jährliche Durchschnittseinkommen eines Haushalts betrug 25.278 USD, das Durchschnittseinkommen der Familien betrug 28.472 USD. Männer hatten ein Durchschnittseinkommen von 17.917 USD, Frauen 20.000 USD. Das Prokopfeinkommen betrug 12.323 USD. 18,7 Prozent der Familien und 19,4 Prozent der Bevölkerung lebten unterhalb der Armutsgrenze. Davon waren 21,7 Prozent Kinder oder Jugendliche unter 18 Jahre und 9,4 Prozent waren Menschen über 65 Jahre.

## Städte und Gemeinden
- Brewster
- Dunning
- Halsey1
- Purdum

1 – teilweise im Thomas County